# Octinodes rufosternus
Octinodes rufosternus is een keversoort uit de familie van de kniptorren (Elateridae). De wetenschappelijke naam van de soort werd in 1901 gepubliceerd door Eugene Amandus Schwarz.